# Vidonipakten
Vidonipakten slöts den 2 oktober 1925 mellan Confindustria och representanter från det nationella fascistpartiet. Katolska, socialistiska eller självständiga fackförbund förbjöds och ersattes med fascistkontrollerade motsvarigheter. Resultatet var en konsolidering av Mussolinis makt i och med sin resulterande kontroll över arbetare och genom bannlysningen av fackförbund. Det var ett av många verktyg som användes i Mussolinis upprättande av en diktatur.